# アイル・パートナーズ
アイル・パートナーズ株式会社は、香川県高松市に本社を置くコンビニエンスストアの開発・運営会社。
旧商号は「株式会社サンクスアンドアソシエイツ東四国」（サンクスアンドアソシエイツひがししこく）で、サンクスのエリアフランチャイザーであった。セブン-イレブンと契約したことにより、2013年（平成25年）3月1日付で商号変更をしている。以下、旧商号時代の同社を当時の略称である「サンクス東四国」（サンクスひがししこく）と表記する。

## 概要
かつて、香川・徳島両県でコンビニエンスストア「サンクス」店舗の開発・経営指導・店舗運営のバックアップを行っていたエリアフランチャイズ本部企業である。2004年にミニストップが四国旅客鉄道（JR四国）との合弁を解消し直轄化してからは、香川県で唯一となっている地場資本によるコンビニチェーンであったが、他チェーンとの競争で苦戦を強いられており、不採算店舗の大量閉鎖が何度か行われていた。カルワザステーションの導入が遅れたのは、他地区で導入が進んでいた頃にちょうど不採算店舗の整理をしていたためである。関連会社としてサンクス店運営請負会社「アンダンテ」を傘下に持ち、30店ほどが同社により運営されていた。転換後、アンダンテはセブン-イレブン店の運営を始めている。
高松琴平電気鉄道（ことでん）とは資本関係こそないものの、同社社長の真鍋康正が本会社の社長を兼任していた（2022年に取締役も退任）ため、グループ会社に準じて扱われている。
2017年12月時点での店舗数は109店舗（香川県48店舗、徳島県57店舗、愛媛県4店舗）。

## 歴史

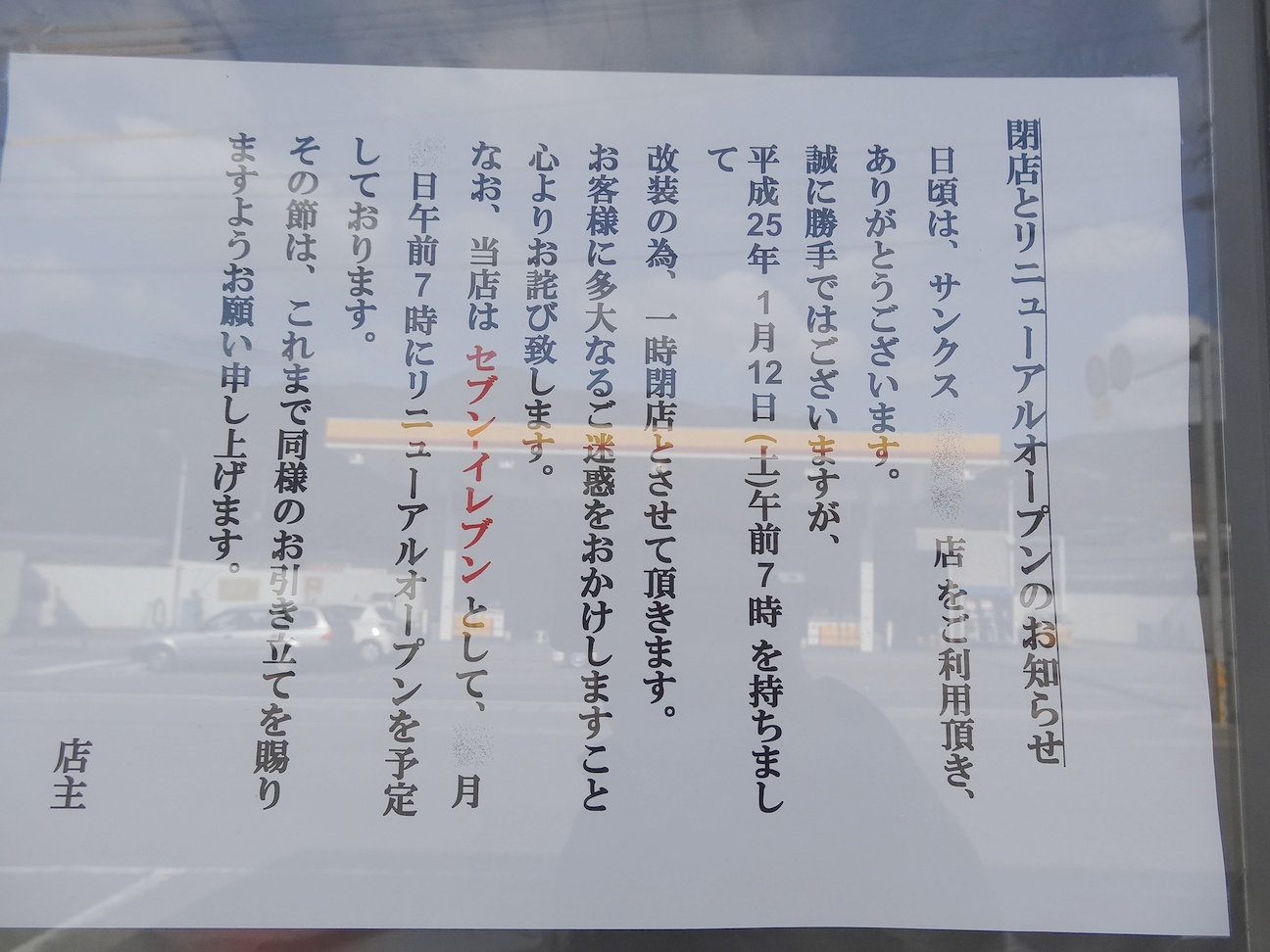
「サンクス」から「セブン-イレブン」への転換を告知する貼り紙（徳島県内の店舗、2013年1月撮影）

1994年（平成6年）12月に香川日産自動車（真鍋家）が当時のサンクスアンドアソシエイツとエリア・フランチャイズの契約をするため、共同出資で会社を設立。翌、1995年1月12日に正式契約締結。同年6月16日に高松市内で1号店「屋島西町店」を開店した。
1997年10月1日には、徳島市に徳島県のサンクス1号店「助任橋店」を出店し、同県への進出を図った。
2001年9月21日、サンクス松縄東店の開店により、100店舗目の出店を達成。
2002年8月、香川日産の社長真鍋康彦が、前年に経営破綻した高松琴平電気鉄道の社長に就任。同社の再建に専念するため、筆頭株主として君臨するものの香川日産の直接の経営からは退いた。保有株式を真鍋家に移管し、真鍋家三個人の69%とサークルKサンクス31%の共同出資企業として、後述の契約切れ直前の2012年12月末時点で123店舗（香川県53店舗、徳島県70店舗）を運営していた。
2007年10月19日に、災害時における食料品優先調達協定を香川県立中央病院と締結している。
2011年から、子育て家庭が安心して外出できるような授乳設備等を設置している店舗を「かがわこどもの駅」として、同社の香川県内25店舗が香川県により認定されていた。

## 鞍替えの前後について
サンクス東四国は当初の契約が2010年に満了したのち、同年に契約期間を2年、2012年に1年延長したが、2013年1月に満了する契約は更新せず、セブン-イレブンへ転換する方針を表明していた。サークルKサンクス側はこれを了承せず、2012年8月に差し止めを求める訴訟を東京地裁に提起している。その後、同社がサークルKサンクスに解決金を支払い、123店舗中、香川県の16店舗と徳島県の14店舗合わせて30店舗を同社から、サークルKサンクス本部との直接契約に切り替えることで、同年12月27日に和解成立したのち、セブン-イレブンと翌年2月7日に正式契約をした。サークルKサンクスとの契約が切れる2013年1月11日をもって、直接契約に移行する店舗以外は全店閉鎖した（24時間営業でなかった瓦町駅東口店などを除き、実際の閉鎖は翌12日の午前7時）。同年3月1日に12店舗がセブン-イレブンとして再開業し、前述の通り商号を変更した。これを皮切りに、5月までに転換を終えている。なお、サンクス東四国・サークルKサンクス両社ともこれに関するインターネット上での告知は一切なされなかった。また、善通寺病院店については新病院（四国こどもとおとなの医療センター）の発足が間近に迫っていたため、転換されずにそのまま廃店となった。この一連の出来事はセブン-イレブン本部の店舗展開にも影響し、高松市西部など中心市街地以外でサンクスの店舗がある地区では出店開始から1年が経った2014年3月まで出店を見合わせていた。
直接契約に移行した店舗は、2013年2月27日までに全店舗とも一旦閉店し、本部直営化と店内什器の充実化等の改装を行い、3月上旬に店舗名を変更（例：古馬場町店→高松古馬場町店。同店は2016年10月閉店）したうえで順次再開業しているが、2015年3月以降順次サークルKにブランド変更している。閉店予定だった徳島大原町店を除き、同年8月までにブランド変更が完了し、9月末にその徳島大原町店が閉店したことで、四国からサンクスは消滅した。なお、セブン-イレブンに転換した店舗も、サンクス東四国時代は同社の意向により店舗名に市町村名を頭につけず、町名のみの店舗名だったが、セブン-イレブン・ジャパンの意向により、町村名のみの店舗（例：なおしま店）を除き、転換時には市町村名+町名に変更（例：屋島西町店→高松屋島西店）された。
鞍替え後は本部とは別に新規出店を行っている。2016年には愛媛県に進出している。本部作成のオーナー募集のポスターが掲出されない代わりに、自社作成の経営責任者募集のポスターが掲出されているのが本部管轄の店舗との識別点である。

## 独自のサービス
- 香川県内の一部の店舗では白洋舎（東京都の同名同業者とは無関係）と提携してクリーニングの取次サービスを行っていた。サービス対象店の店頭で会員登録するとクリーニングキットと割引券を渡される。店内の専用ボックスにクリーニング品を入れれば翌日18時以降に仕上がってボックスに戻るというものだった[10]。2012年12月25日受付終了。
- 塩上町店では同店の近くにあった高松市民文化センター（高松市松島図書館）が2012年3月に閉館することを受け、その代替として、同年2月から高松市図書館の蔵書の貸出・返却を取り次いでいた[11]。貸し出しはあらかじめ同図書館のサイトから予約し、同図書館の職員が同店まで配送し、利用者が利用者カードを提示して受け取るというもの。返却は同店に設置された返却ポストに入れる。その後、マリタイムプラザ高松内のサンポート店でも同サービスを開始した。塩上町店では24時間利用可能だったが、サンポート店では混雑時間帯である7時 - 9時と12時 - 13時にはこのサービスを中止していた。同年12月31日15時限りでサービス終了。終了の告知はまだサークルKサンクスとの訴訟が係争中だった同年12月3日に行われている[12]。なお、塩上町店は転換対象外となり、当初予定を変更してサンクスとして営業を継続していた（2016年6月閉店）が、あくまでも高松市とサンクス東四国との間の提携であったため、サービス終了となった。高松サンポート店は本部直轄の店舗となり[13]、場所を移した上でアイル・パートナーズの手を離れて開業した。
- 高松市内の一部店舗ではIruCaでの支払いができる。これはサンクス東四国時代から行われていたが、転換直後はできなかった。POSレジに組み込まれているリーダライタは使用せず、IruCa専用の外付けリーダライタを使用している。なお、サンクス時代に利用可能だった店舗のうち、本部との直接契約に移行した古馬場町店・塩上町店（いずれも2016年中に閉店）ではサンクス東四国としての営業最終日である2013年1月12日午前7時をもって利用できなくなった。

## 事業所
- 本社 （高松市花園町一丁目2番11号） - 香川日産本社敷地内
- 徳島オフィス （徳島市国府町井戸字高池窪21番地1） - 旧徳島オフィスはサークルケイ四国に移管